# Fußball-Weltmeisterschaft der Frauen 2011/Japan
Dieser Artikel behandelt die japanische Fußballnationalmannschaft der Frauen bei der Fußball-Weltmeisterschaft der Frauen 2011 in Deutschland. Japan lag vor der WM als beste asiatische Mannschaft auf Platz 4 der FIFA-Weltrangliste und nahm an allen vorherigen Weltmeisterschaften teil, bei denen aber nur einmal (1995) das Viertelfinale erreicht wurde. Japan ist das einzige asiatische Land, das an allen Weltmeisterschaften teilnahm und konnte 2011 erstmals Weltmeister werden.

## Qualifikation
Japan qualifizierte sich als Dritter der Fußball-Asienmeisterschaft der Frauen 2010 für die Endrunde. Die meisten Tore (je 3) für Japan erzielten Kozue Andō und Homare Sawa. Keiner anderen Spielerin gelangen mehr Tore bei der Asienmeisterschaft.

### Der Weg zur WM
Die Meisterschaft fand im Mai 2010 in der chinesischen Stadt Chengdu statt. Japan war als eine der fünf stärksten Nationalmannschaften für die Endrunde gesetzt und somit automatisch qualifiziert. Die Vorrunde wurde im Ligasystem ausgetragen.

#### Vorrunde
| Rang | Land      | Tore | Punkte |
| ---- | --------- | ---- | ------ |
| 1    | Japan     | 14:1 | 9      |
| 2    | Nordkorea | 6:2  | 6      |
| 3    | Thailand  | 2:7  | 3      |
| 4    | Myanmar   | 0:12 | 0      |

| 20. Mai 2010 in Chengdu (Chengdu Sports Center) |   |         |           |
| Japan                                           | – | Myanmar | 8:0 (3:0) |
| 22. Mai 2010 in Chengdu (Chengdu Sports Center) |   |         |           |
| Thailand                                        | – | Japan   | 0:4 (0:3) |
| 24. Mai 2010 in Chengdu (Chengdu Sports Center) |   |         |           |
| Nordkorea                                       | – | Japan   | 1:2 (0:2) |

#### Halbfinale
| 27. Mai 2010 in Chengdu | Japan | – | Australien | 0:1 (0:1) |

#### Spiel um Platz 3
| 30. Mai 2010 in Chengdu | Japan | – | China | 2:0 (1:0) |

Durch die Niederlage gegen Japan konnte sich China, der Gastgeber der letzten WM und Vizeweltmeister von 1999, erstmals nicht für eine WM qualifizieren.

## Kader für die WM
Der vorläufige Kader für die Weltmeisterschaft wurde am 28. April 2011 bekannt gegeben. Am 3. Mai wurde Miho Fukumoto für die zunächst nominierte Nozomi Yamagō nachnominiert, nachdem sich diese verletzt hatte. Am 8. Juni wurde der endgültige Kader bekannt gegeben, dem nun auch wieder Nozomi Yamagō angehörte.
Erfahrenste Spielerin war die Kapitänin, Rekordnationalspielerin und Rekordtorschützin Homare Sawa, die zuvor bereits an vier WM-Endrunden teilnahm. Bis auf drei Spielerinnen, die in Deutschland bzw. Frankreich spielten, spielten alle Spielerinnen in der japanischen L. League. Die Spielerinnen hatten eine Durchschnittsgröße von 1,63 m, dies war die geringste Durchschnittsgröße aller Kader. Shinobu Ōno war dabei mit 1,54 m die kleinste und Saki Kumagai mit 1,71 m die größte Spielerin des Kaders.
| Nummer                                                 | Spielername      | Geburtsdatum | Debüt | Verein                           | Einsätze | Tore | WM-Spiele                   | WM 2011 | WM 2011 | WM 2011      | WM 2011          | WM 2011     | WM 2011 |
|                                                        |                  |              |       |                                  |          |      |                             | Sp.     | Tore    | Gelbe Karten | Gelb-Rote Karten | Rote Karten |         |
| Tor                                                    | Tor              | Tor          | Tor   | Tor                              | Tor      | Tor  | Tor                         | Tor     | Tor     | Tor          | Tor              | Tor         | Tor     |
| ------------------------------------------------------ | ---------------- | ------------ | ----- | -------------------------------- | -------- | ---- | --------------------------- | ------- | ------- | ------------ | ---------------- | ----------- | ------- |
| 1                                                      | Nozomi Yamagō    | 16.01.1975   | 1997  | Urawa Reds Ladies                | 97       | 0    | 5 (1999, 2003)              | 0       | 0       | 0            | 0                | 0           |         |
| 12                                                     | Miho Fukumoto    | 02.10.1983   | 2002  | Okayama Yunogo Belle             | 54       | 0    | 3 (2007)                    | 0       | 0       | 0            | 0                | 0           |         |
| 21                                                     | Ayumi Kaihori    | 04.09.1986   | 2008  | INAC Kōbe Leonessa               | 24       | 0    |                             | 6       | 0       | 0            | 0                | 0           |         |
| Abwehr                                                 |                  |              |       |                                  |          |      |                             |         |         |              |                  |             |         |
| 2                                                      | Yukari Kinga     | 02.05.1984   | 2005  | INAC Kōbe Leonessa               | 67       | 4    | 3 (2007)                    | 6       | 0       | 0            | 0                | 0           |         |
| 3                                                      | Azusa Iwashimizu | 14.10.1986   | 2006  | NTV Beleza                       | 69       | 9    | 3 (2007)                    | 6       | 0       | 0            | 0                | 1           |         |
| 4                                                      | Saki Kumagai     | 17.10.1990   | 2008  | Urawa Reds Ladies                | 28       | 0    |                             | 6       | 0       | 0            | 0                | 0           |         |
| 5                                                      | Kyōko Yano       | 03.06.1984   | 2003  | Urawa Reds Ladies                | 67       | 1    | 3 (2003, 2007)              | 0       | 0       | 0            | 0                | 0           |         |
| 15                                                     | Aya Sameshima    | 16.06.1987   | 2008  | Boston Breakers                  | 32       | 2    |                             | 6       | 0       | 0            | 0                | 0           |         |
| Mittelfeld                                             |                  |              |       |                                  |          |      |                             |         |         |              |                  |             |         |
| 6                                                      | Mizuho Sakaguchi | 15.10.1987   | 2006  | Albirex Niigata Ladies           | 43       | 15   | 0 (2007)                    | 6       | 0       | 0            | 0                | 0           |         |
| 7                                                      | Kozue Andō       | 09.07.1982   | 1999  | FCR 2001 Duisburg                | 91       | 17   | 3 (2003, 2007)              | 6       | 0       | 0            | 0                | 0           |         |
| 8                                                      | Aya Miyama       | 28.01.1985   | 2003  | Okayama Yunogo Belle             | 98       | 24   | 4 (2003, 2007)              | 6       | 2       | 1            | 0                | 0           |         |
| 9                                                      | Nahomi Kawasumi  | 23.09.1985   | 2008  | INAC Kōbe Leonessa               | 18       | 4    |                             | 4       | 2       | 0            | 0                | 0           |         |
| 10                                                     | Homare Sawa      | 06.09.1978   | 1993  | INAC Kōbe Leonessa               | 173+     | 80   | 12 (1995, 1999, 2003, 2007) | 6       | 5       | 0            | 0                | 0           |         |
| 13                                                     | Rumi Utsugi      | 05.12.1988   | 2005  | Montpellier HSC                  | 45       | 5    | 3 (2007)                    | 2       | 0       | 0            | 0                | 0           |         |
| 14                                                     | Megumi Kamionobe | 15.03.1986   | 2009  | Albirex Niigata Ladies           | 14       | 2    |                             | 1       | 0       | 0            | 0                | 0           |         |
| 16                                                     | Asuna Tanaka     | 23.04.1988   | 2011  | INAC Kōbe Leonessa               | 4        | 0    |                             | 1       | 0       | 0            | 0                | 0           |         |
| Angriff                                                |                  |              |       |                                  |          |      |                             |         |         |              |                  |             |         |
| 11                                                     | Shinobu Ōno      | 23.01.1984   | 2003  | INAC Kōbe Leonessa               | 92       | 35   | 3 (2007)                    | 6       | 1       | 0            | 0                | 0           |         |
| 17                                                     | Yūki Nagasato    | 15.07.1987   | 2004  | Turbine Potsdam                  | 68       | 32   | 3 (2007)                    | 6       | 1       | 0            | 0                | 0           |         |
| 18                                                     | Karina Maruyama  | 26.03.1983   | 2002  | JEF United Ichihara Chiba Ladies | 65       | 14   | 1 (2003)                    | 4       | 1       | 0            | 0                | 0           |         |
| 19                                                     | Megumi Takase    | 10.11.1990   | 2002  | INAC Kōbe Leonessa               | 17       | 4    |                             | 1       | 0       | 0            | 0                | 0           |         |
| 20                                                     | Mana Iwabuchi    | 18.03.1993   | 2010  | NTV Beleza                       | 8        | 2    |                             | 5       | 0       | 0            | 0                | 0           |         |
| Trainerstab                                            |                  |              |       |                                  |          |      |                             |         |         |              |                  |             |         |
| Trainer                                                | Norio Sasaki     | 28.05.1958   | –     | –                                | –        | –    |                             | 6       | 0       | 0            | 0                | 0           |         |
| Anmerkungen:1. 2. 3. 4. 5. 6. 7. 8. 9. 10. 11. 12. 13. |                  |              |       |                                  |          |      |                             |         |         |              |                  |             |         |

## Vorbereitung
In der Vorbereitung auf das Turnier bestritt die Mannschaft vor Benennung des endgültigen Kaders zwei Freundschaftsspiele in den USA. Vor der Abreise nach Deutschland fand noch ein Testspiel gegen Südkorea statt. In Deutschland bestritt die Mannschaft ein Testspiel gegen den WM-Teilnehmer Schweden.
| Datum         | Ort                  | Gegner             | Ergebnis  | Torschützen                        |
| ------------- | -------------------- | ------------------ | --------- | ---------------------------------- |
| 14. Mai 2011  | Columbus (USA)       | Vereinigte Staaten | 0:2 (0:0) | -; Abby Wambach, Amy Rodriguez     |
| 18. Mai 2011  | Cary (USA)           | Vereinigte Staaten | 0:2 (0:1) | -; Amy Rodriguez, Heather O’Reilly |
| 18. Juni 2011 | Matsuyama            | Südkorea           | 1:1 (0:0) | Aya Miyama; Ji So-yun              |
| 23. Juni 2011 | Bochum (Deutschland) | Schweden           | 1:1 (1:0) | ?; Therese Sjögran                 |

## Gruppenspiele
Bei der Auslosung wurde Japan als Gruppenkopf gesetzt. In Gruppe B traf Japan im ersten Spiel auf Neuseeland, Sieger der Ozeanischen Frauenfußballmeisterschaft 2010. Japan ging bereits nach vier Minuten in Führung, musste aber in der 12. Minute den Ausgleich hinnehmen. Danach taten sich die Japanerinnen schwer gegen die aufopferungsvoll kämpfenden Ferns. Erst in der 68. Minute gelang Aya Miyama mit einem direkt verwandelten Freistoß von der Strafraumgrenze der 2:1-Siegtreffer. Den Neuseeländerinnen fehlte danach die Kraft, den Ausgleich zu erkämpfen. Es war der vierte Sieg bei einem Remis im fünften Spiel gegen Neuseeland.
Im zweiten Spiel kam es zur Begegnung mit Mexiko, dem Zweiten des CONCACAF Women’s Gold Cup 2010.
Die Japanerinnen, die mit derselben Aufstellung wie gegen Neuseeland begannen, kontrollierten das Spiel von Beginn an. Herausragende Spielerin war Rekordnationalspielerin und -torschützin Homare Sawa, die mit ihrem ersten Tor in der 13. Minute die Weichen zum Sieg stellte. Nachdem Shinobu Ōno in der 15. Minute das 2:0 erzielen konnte, war das Spiel praktisch entschieden, denn Mexiko hatte dem Kombinationsspiel der Japanerinnen nichts entgegenzusetzen. Meistens versuchten sie es mit weiten Pässen in die Spitze, die aber entweder von der japanischen Abwehr abgefangen wurden oder von Maribel Domínguez nicht verwertet werden konnten. Mit ihrem zweiten Tor in der 39. Minute und dem 4:0 in der 80. Minute wurde Sawa zur ersten Spielerin, der bei der WM drei Tore in einem Spiel gelangen. Nach diesem sechsten Sieg im siebten Spiel gegen Mexiko (bei einem Remis und einer Niederlage) waren die Japanerinnen vorzeitig für das Viertelfinale qualifiziert.
Im letzten Gruppenspiel trafen sie auf Vizeeuropameister England, gegen den es bisher erst ein Spiel gab, welches Remis endete. Die Engländerinnen hinderten die Japanerinnen weitgehend, ihr Kombinationsspiel aufzuziehen, und ließen kaum Torchancen zu. Zwar kamen auch die Engländerinnen nur zu wenigen Chancen, aber gleich die erste nutzte Ellen White: Nach einem Pass in die Spitze hob sie den Ball über die japanische Torhüterin ins Tor. Diese konnte zwar kurz danach ein Tor durch einen Fallrückzieher von White verhindern, die englische Mannschaft konnte aber nun ihr Spiel aufziehen. In der zweiten Halbzeit gelang der eingewechselten Rachel Yankey das 2:0, mit dem das Spiel entschieden war.
| Rang | Land       | Tore | Punkte |
| ---- | ---------- | ---- | ------ |
| 1    | England    | 5:2  | 7      |
| 2    | Japan      | 6:3  | 6      |
| 3    | Mexiko     | 3:7  | 2      |
| 4    | Neuseeland | 4:6  | 1      |

| Montag, 27. Juni 2011, 15:00 Uhr in Bochum     |   |            |           |
| Japan                                          | – | Neuseeland | 2:1 (1:1) |
| Freitag, 1. Juli 2011, 15:00 Uhr in Leverkusen |   |            |           |
| Japan                                          | – | Mexiko     | 4:0 (3:0) |
| Dienstag, 5. Juli 2011, 18:15 Uhr in Augsburg  |   |            |           |
| England                                        | – | Japan      | 2:0 (1:0) |

## K.-o.-Runde
| Samstag, 9. Juli 2011, 20:45 Uhr in Wolfsburg   |   |          |                                 |
| Deutschland                                     | – | Japan    | 0:1 n. V.                       |
| Mittwoch, 13. Juli 2011, 20:45 Uhr in Frankfurt |   |          |                                 |
| Japan                                           | – | Schweden | 3:1 (1:1)                       |
| Sonntag, 17. Juli 2011, 20:45 Uhr in Frankfurt  |   |          |                                 |
| Japan                                           | – | USA      | 2:2 n. V. (1:1, 0:1), 5:3 i. E. |

Als Gruppenzweiter traf Japan im Viertelfinale am 9. Juli in Wolfsburg auf Deutschland, den Gruppensieger der Gruppe A. Bis zu diesem Zeitpunkt konnte Japan noch kein Spiel gegen Deutschland gewinnen. In der letzten Begegnung reichte es aber schon zu einem Remis, nachdem zuvor sieben Spiele verloren wurden. Japan konnte am 9. Juli 2011 zum ersten Mal gegen Deutschland gewinnen. Mit einem 1:0 n. V. zogen die Asiatinnen zum ersten Mal in ein WM-Halbfinale ein. Das Tor erzielte die zur zweiten Halbzeit eingewechselte Karina Maruyama in der 108. Minute nach einem Konter aus spitzem Winkel während einer Drangphase der deutschen Mannschaft.
Im Halbfinale trafen die Japanerinnen am 13. Juli 2011 in Frankfurt auf Schweden. Obwohl Schweden durch Josefine Öqvist bereits früh in Führung ging, konnten die Japanerinnen durch zwei Tore von Nahomi Kawasumi und ein Tor von Homare Sawa das Spiel mit 3:1 für sich entscheiden. Es war der dritte Sieg im neunten Spiel gegen Schweden, bei zwei Remis und vier Niederlagen.
Damit stand Japan zum ersten Mal und als zweite asiatische Mannschaft nach China (1999) in einem WM-Finale. Dort trafen sie am 15. Juli auf die USA, gegen die es in 25 Spielen bisher drei Remis und 22 Niederlagen gab. Zuletzt trafen beide Mannschaften im Mai in den USA zweimal aufeinander, beide Spiele gingen mit 0:2 verloren.
Die USA übernahmen sofort die Initiative und ließen die Japanerinnen durch Pressing schon vor deren Strafraum nicht ihr Kombinationsspiel aufziehen. In der 8. Minute hatte Lauren Cheney die erste gute Torchance, schoss aber knapp am Tor vorbei. Es folgten weitere Angriffe und in der 29. Minute traf Wambach die Latte. Die verhaltene Spielweise der Japanerinnen zog den Unmut der Zuschauer auf sich, die bei Spielverzögerungen durch die Torhüterin immer wieder pfiffen. Erst eine Minute vor der Pause ergab sich die erste Möglichkeit für Japan, Ando verpasste eine Hereingabe von Ōno aber knapp. Zur zweiten Halbzeit wurde Alex Morgan für Cheney eingewechselt und hatte in der 49. Minute ihre erste gute Tormöglichkeit. In der 64. Minute hatten die Japanerinnen Pech, als die Schiedsrichterassistentin Shinobu Ōno nach einem Pass von Homare Sawa im Abseits sah. Als sich die Japanerinnen mehr um die Spielgestaltung bemühten und ihre Kontertaktik aufgaben, wurden sie selber klassisch ausgekontert. Morgan wurde in der 69. Minute von Megan Rapinoe durch einen Pass aus der eigenen Hälfte bedient, lief drei Japanerinnen davon und erzielte den 1:0-Führungstreffer. Als die USA die Führung über die Zeit bringen wollten, fiel in der 80. Minute der 1:1-Ausgleich. Aya Miyama nutzte eine Verwirrung in der US-Abwehr, als sich Rachel Buehler und Ali Krieger anschossen. Eine Minute vor Ende der regulären Spielzeit hatte Mizuho Sakaguchi noch die Chance zum Siegtreffer, schoss aber am Tor vorbei. In der 104. Minute gelang Abby Wambach mit ihrem vierten Turniertreffer die erneute Führung für die USA. Japan drängte nun auf den Ausgleich und in der 115. Minute hatten sie erneut Pech als Rapinoe einen Schuss von Kinga noch vor der Linie klärte. Die anschließende Ecke konnte Sawa aber von der Fünfmeterraumecke zum 2:2 ins Tor verlängern. In der 120. Minute war Morgan erneut allein vor dem Tor, wurde aber von Azusa Iwashimizu zu Fall gebracht, die dafür als erste Spielerin in einem WM-Finale der Frauen die rote Karte erhielt. Den anschließenden Freistoß von der Strafraumgrenze konnten die US-Girls nicht nutzen, so dass es zum zweiten Elfmeterschießen in einem WM-Finale kam. Hier konnte Ayumi Kaihori zwei Elfmeter halten und war nur gegen Wambach machtlos. Da zudem Carli Lloyd verschoss, während bei den Japanerinnen Aya Miyama, Mizuho Sakaguchi sowie Saki Kumagai trafen und lediglich Yūki Nagasato an Hope Solo scheiterte, holte Japan den ersten WM-Titel nach Asien. Japan ist damit die erste Mannschaft, die nach einer Niederlage in der Vorrunde und als Gruppenzweiter Weltmeister werden konnte. Als dritter Mannschaft – nach Norwegen 1995 und Deutschland 2003 – gelang es den Japanerinnen den Titelverteidiger auszuschalten.

## Auszeichnungen
- Homare Sawa wurde als beste Spielerin und Torschützin ausgezeichnet sowie zur Weltfußballerin des Jahres gewählt.
- Ayumi Kaihori, Aya Miyama, Shinobu Ōno und Homare Sawa wurden in das All-Star-Team gewählt.[5]
- Die japanische Mannschaft wurde – trotz der roten Karte im Finale – als fairste Mannschaft ausgezeichnet.
- Das Tor von Karina Maruyama gegen Deutschland und Nahomi Kawasumis zweites Tor gegen Schweden wurden für die Wahl zum besten Tor des Turniers nominiert. Kawasumis Tor wurde von den Usern von FIFA.com zum zweitschönsten Tor gewählt.[6]
- Der Mannschaft wurde die „Ehrenauszeichnung des Volkes“ verliehen.[7]
- Norio Sasaki wurde zum FIFA-Welttrainer des Jahres im Frauenfußball gewählt.[8]